# Захват (телесериал)
«Захват» (англ. The Capture) — британский детективный телесериал, криминальная драма, написанная и поставленная Беном Чананом.
Премьера сериала состоялась 3 сентября 2019 года на BBC One и получила положительные отзывы критиков и зрителей. Первый сезон насчитывает 6 серий. В июне 2020 года было объявлено, что второй сезон одобрен к производству.

## Сюжет
Действие происходит в современном Лондоне. После оправдания в военном преступлении в Афганистане бывший младший капрал спецназа Соединенного Королевства Шон Эмери оказывается обвинённым в похищении и убийстве своего адвоката Ханны Робертс.
Детективу-инспектору Рэйчел Кэри из отдела по расследованию убийств и серьёзных преступлений поручено арестовать и предъявить обвинение Эмери, который настоятельно отрицает свою причастность к этому ужасному преступлению. К его несчастью, все улики оказываются против него, подкреплённые изобличающими доказательствами системы видеонаблюдения.
В то время, как Эмери самостоятельно пытается очистить свое имя, детектив-инспектор Кэри начинает раскрывать сложный заговор вокруг Эмери, ставя под сомнение достоверность видеозаписи.

## В ролях
- Холлидей Грейнджер — инспектор Рэйчел Кэри
- Каллум Тернер — младший капрал Шон Эмери
- Каван Клеркин — сержант Патрик Флинн
- Пол Риттер — Маркус Леви
- Бен Майлз — командир Дэнни Харт
- София Браун — Карен
- Фамке Янссен — Джессика Мэллори
- Джинни Холдер — инспектор Надья Латиф
- Рон Перлман — Фрэнк Напьер
- Лиа Уильямс — DSU инспектор Джемма Гарланд
- Ральф Айнесон — инспектор Алек Бойд
- Барри Уорд — Чарли Холл
- Лора Хэддок —  Ханна Робертс
- Найджел Линдси — инспектор Том Кендрикс
- Томми Макдоннелл — Мэтт, лучший друг Шона Эмери

## Список эпизодов
| 1серия. What Happens in Helmand Что случается в Хелманде |
| 2 серия. Toy Soldier Солдатик                            |
| 3 серия. Truffle Hog Трюфельная Свинья                   |
| 4 серия. Blind Spots Слепая Зона                         |
| 5 серия. A Pilgrim of Justice Пилигрим Справедливости    |
| 6 серия. Correction Исправление                          |